# Olmèques

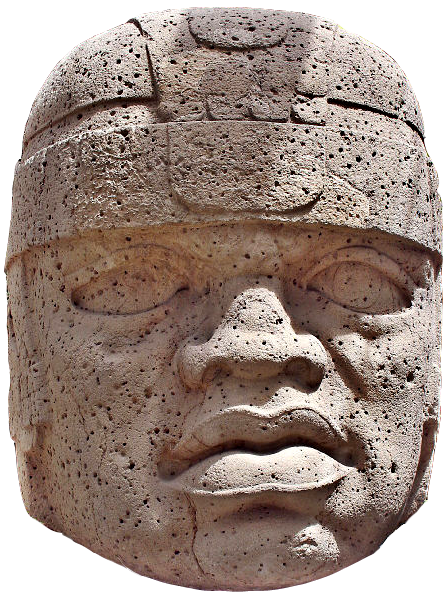
Tête colossale no 1 de San Lorenzo Tenochtitlan.

Les Olmèques sont un ancien peuple précolombien de Mésoamérique s'étant épanoui de 2500 av. J.-C. jusqu'à 500 av. J.-C. sur la côte du golfe du Mexique, dans le bassin de Mexico, et le long de la côte Pacifique (États du Guerrero, Oaxaca et Chiapas). C'est la plus ancienne civilisation connue de Mésoamérique, dont elle est souvent considérée comme la  « culture-mère », parce que la première ville olmèque, San Lorenzo, est la plus ancienne ville mésoaméricaine connue et parce que les cultures suivantes partagent plusieurs caractéristiques communes qui semblent héritées des Olmèques. Le terme « olmèque », issu du terme nahuatl olmeca, qui signifie « les gens du pays du caoutchouc », est lié à la découverte de la première tête colossale olmèque, en 1862, et a été officialisé en 1942 par les olmécologues.

## Historiographie
La culture olmèque demeure inconnue jusqu’à la deuxième moitié du XIXe siècle. Les spécialistes s’accordent pour fixer les débuts de l’olmécologie en 1862 avec la découverte fortuite de la première tête colossale (Monument A) à Hueyapan, sur le site de Tres Zapotes (Veracruz), rapportée par José María Melgar y Serrano. Ce dernier écrit à propos de la sculpture :
« […] Ce qui m'a le plus étonné, c'est le type éthiopien qu'elle représente. J'ai pensé qu'il y avait eu sans doute des Noirs dans ce pays, et cela aux premiers âges du monde ».
En 1925, l'archéologue Frans Blom et l'ethnologue Olivier La Farge entreprirent d'explorer le Sud-Est du Mexique à la recherche de ruines mayas. En parcourant la région de Los Tuxtlas et le bassin du Río Tonalá, ils localisèrent de nombreuses sculptures olmèques, notamment à La Venta, où ils découvrirent la deuxième tête colossale. Dans l'ouvrage qu'ils écrivirent à la suite de leur expédition, Tribes and Temples (1926), la fascination que les Mayas exerçaient à l'époque leur fit tirer de leurs observations une conclusion erronée : 
« […] Nous inclinons à attribuer ces ruines à la civilisation maya ».
L'olmécologie n'était donc pas encore née.
L'ouvrage attira néanmoins l'attention de l'archéologue Hermann Beyer, qui porta le mot « olmèque » sur les fonts baptismaux dans ses écrits. Il s'inspira des mots « Olman » et « Olmeca », que les Aztèques employaient au XVIe siècle pour désigner la côte du Golfe du Mexique et ses habitants. Le mot fut repris par Marshall H. Saville (en) et George Vaillant, qui commencèrent à établir des liens entre les artéfacts découverts jusqu'alors (haches, monolithes…) et à les grouper sous la dénomination de « style olmèque ». Le choix de cette étiquette était malheureux, d'abord parce qu'il induisait une confusion entre les créateurs des monuments qui venaient d'être découverts et les Olmèques du XVIe siècle, mais aussi parce qu'il ancra de manière durable dans les esprits une identification entre un « style » et une aire géographique, que l'on appela le « cœur » de la civilisation olmèque (« heartland », dans la littérature anglophone), et que l'archéologue Ignacio Bernal baptisa plus tard « zone métropolitaine olmèque ». Dès lors qu'au cours des années 1930, on découvrit de plus en plus d'artéfacts de style olmèque en dehors de cette zone, notamment à Tlatilco, dans le bassin de Mexico, se posa la question toujours ouverte de sa primauté sur les autres.
À la fin des années 1930 et au début des années 1940, l'archéologue Matthew Stirling mena sur les sites de Tres Zapotes, La Venta, San Lorenzo des fouilles spectaculaires financées par la National Geographic Society et publia dans le National Geographic une série d'articles qui firent connaître largement la culture olmèque au grand public. En 1939, Stirling découvrit à Tres Zapotes une stèle portant une date incomplète de ce que l'on appelle le Compte long de la civilisation maya classique. En concluant qu'elle datait de 31 av. J.-C., Stirling ouvrit le débat sur l'ancienneté de la culture olmèque. Cette datation provoqua une véritable tempête dans le monde des américanistes, les mayanistes se refusant à admettre que la culture olmèque puisse être plus ancienne que la civilisation maya classique.
En 1942, à la IIe Mesa Redonda de la Sociedad Mexicana de Antropología, « Mayas y Olmecas », qui se tint à Tuxtla Gutiérrez au Mexique, les américanistes firent un premier point de la question. La dénomination « Olmèque » fut officialisée, mais les mayanistes, dont le très influent Eric Thompson, qui soutenaient l'antériorité de la civilisation maya, se heurtèrent violemment à ceux qui, comme Alfonso Caso ou Miguel Covarrubias considéraient les Olmèques comme une « culture-mère ». Les participants à la conférence se séparèrent sur un constat de désaccord et le problème ne fut tranché qu'en 1955 grâce à la datation au carbone 14. Il s'avéra alors que les sites olmèques étaient encore bien plus anciens que Stirling lui-même ne l'avait pensé.

## Histoire

### Origines

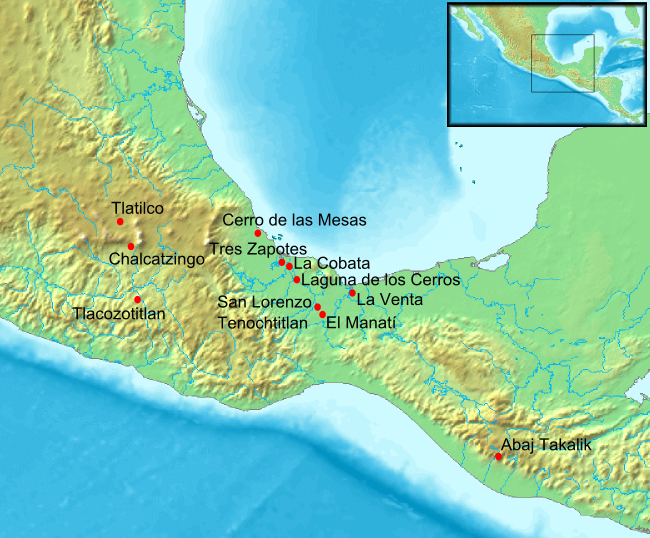
Quelques sites olmèques.

Centre du monde olmèque.

La culture olmèque apparaît aujourd'hui comme un ensemble multiethnique et plurilinguistique qui s’étend à partir de 1500 av. J.-C. jusqu’à 300 av. J.-C. sur une vaste partie de la Mésoamérique.
Sa présence est attestée à des niveaux d’occupation anciens sur la Côte du Golfe, dans le bassin de Mexico (les archéologues estiment que le site olmèque le plus ancien de la zone, dans la région de La Venta, a été fondé entre 2350 av. J.-C. et 2100 av. J.-C.) et le long de la côte Pacifique, dans les États mexicains du Guerrero, Oaxaca et de Chiapas (le site le plus ancien, Puerto Marqués, près d'Acapulco, a été fondé entre 2500 av. J.-C.et 2300 av. J.-C.). Au-delà des frontières mexicaines, on recense des vestiges olmèques au Guatemala et jusqu’au sud du Costa Rica.
Ce territoire se présente comme un véritable dédale de cours d'eau divaguant dans des marécages difficiles d'accès ; l'humidité ambiante et la chaleur font de ces terres basses, parsemées d'îles instables, un « enfer vert » que parcourent de nombreux rios, et où éclot, plutôt paradoxalement, une civilisation considérable, celle des Olmèques, ou « hommes du pays du caoutchouc », qui reste très mystérieuse, pourtant la « culture mère » du Mexique. Les chercheurs considéraient jusqu'à la fin du XXe siècle que cet environnement était hostile et peu propice à l'éclosion d'une civilisation, mais les avancées archéologiques ont établi qu'au contraire, l'abondance d'eau et la diversité écologique constituaient des facteurs favorables.
Parmi les sites majeurs, on peut citer : San Lorenzo (Veracruz), La Venta (Tabasco), Chalcatzingo (Morelos), Teopantecuanitlán (Guerrero), et au Guatemala le site d’Abaj Takalik (ou Takalik Abaj).
Déjà à Las Bocas (en) apparaissent des effigies en terre cuite de « gros bébés », des poteries noires incisées de motifs abstraits, et des objets zoomorphes. Le milieu n'était malheureusement pas propice à leur conservation, de sorte que les meilleurs exemplaires de céramique proviennent surtout des hautes terres où s'est propagée la culture olmèque ainsi que son style si caractéristique[réf. souhaitée].
Sur le site de La Venta, légèrement plus récent, Stirling arrache au sol alluvionnaire une série de monolithes, des stèles, des autels de sacrifice, de lourdes statues de personnages accroupis ou assis, des figurines en diorite ou en serpentine polies, des haches, des reliefs, etc., puis découvre, au centre de l'île, outre des tumuli, des terre-pleins, des enceintes, des tombes, des terrasses, un terrain de jeu de balle et des traces d'un urbanisme rigoureux, un monticule conique : la première pyramide mexicaine, datant de 1 000 ans avant notre ère. Tous ces éléments convergent vers la constitution d'un centre cultuel qui voit déjà apparaître l'architecture, la sculpture, le bas-relief et le sport sacré du jeu de balle.
De nombreux amateurs d’histoire mystérieuse ont cependant voulu attribuer à la civilisation olmèque des origines diverses. Une littérature relativement importante existe à ce sujet, mais, pour les spécialistes des civilisations précolombiennes, l’origine indigène des Olmèques ne fait aucun doute.

## Société

### Écriture et calendrier
L’écriture olmèque et plus largement l’écriture méso-américaine se lit en trois dimensions.
Selon la théorie de C. Magni, ce sont des glyphes qui dessinent des motifs et se visualisent dans l’espace au travers des œuvres d’art, de l’architecture et de l’urbanisme.
Caterina Magni évoque l'existence de glyphes, notamment sur la Stèle 13 de La Venta. Elle signale l'existence d'un cylindre-sceau provenant de Tlatilco remontant à 650 av. J.-C. témoignant déjà selon certains scientifiques de l'existence d'une forme d'écriture. Puis avec la découverte de la Stèle de Cascajal on peut penser que les spécialistes vont s'accorder à reconnaître que l'écriture est enfin identifiable dans la culture olmèque. Même si certains archéologues, à l'instar de David Grove et Christopher Pool ou Max Schvoerer, restent sceptiques sur l'authenticité de la stèle. En outre, la stèle C de Tres Zapotes, une des plus anciennes qui soient connues à ce jour, recourt à une graphie analogue à celle qu'adopteront plus tard les Mayas pour les chiffres (un point = 1, et une barre = 5). L'inscription évoquerait une date correspondant à 425, ou 432, av. J.-C.

### Organisation sociopolitique
La société olmèque est encore très mal connue ce qui explique peut-être les divergences d’opinions. Avis qui concordent sur un seul point : l’existence d’une période cruciale située entre 1000 et 900 av. J.-C., marquée par des changements importants attribuables à plusieurs facteurs : l’introduction de nouvelles techniques agricoles permettant une meilleure alimentation et conséquemment une croissance démographique, l’intensification des échanges commerciaux, une urbanisation importante accompagnée d’une forte stratification sociale, d’une centralisation des pouvoirs politiques, d’une religion institutionnalisée, et de manière générale d’une spécialisation des activités. Au cours de cette période on enregistre une intensification des travaux d’architecture et de sculpture. Des sculptures monumentales rythment les centres cérémoniels et en accentuent la majesté. Un système de drainage est présent sur les sites olmèques (ex. : La Venta, San Lorenzo…). Parfois, il est accompagné d’un système de réservoirs et de bassins qui permettent de disposer d’eau pure. Faut-il déjà parler en termes d’État ou plus prudemment, d’évolution avec le passage d’une société segmentaire de type clanique à celle étatique ? Le débat reste ouvert. Du point de vue de la nature du pouvoir, on se plaît à qualifier ce système de théocratique.

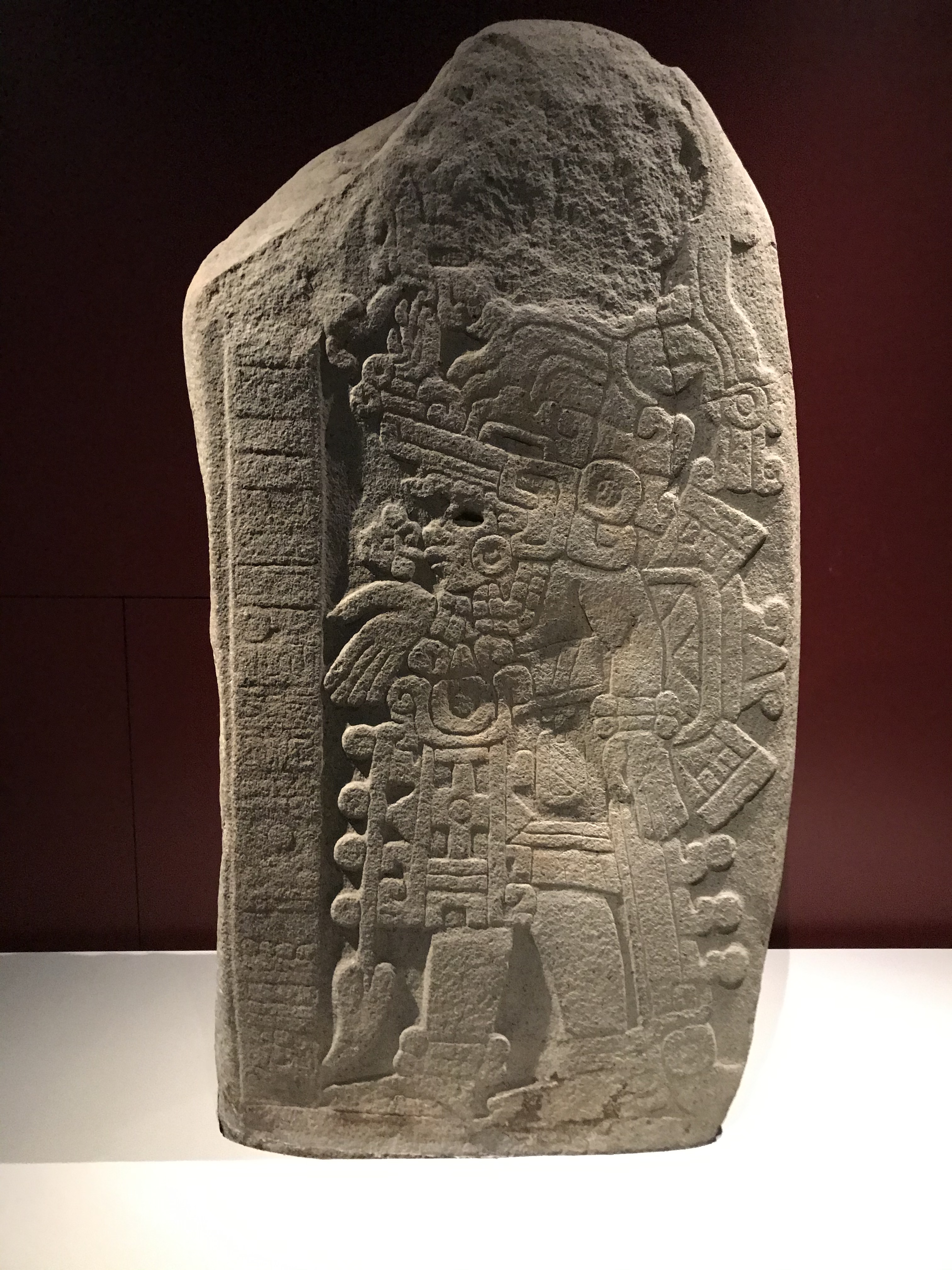
Un exemple de bas-relief olmèque représentant un guerrier. (Paris, Musée du Quai Branly).

### Iconographie olmèque
La figure humaine constitue le thème principal de l’art olmèque. Le catalogue d’œuvres monumentales de Beatriz de La Fuente (1973) comporte 206 pièces, dont 110 sont des représentations anthropomorphes. Les œuvres animalières ne viennent qu’en troisième position, après les figures hybrides, parmi lesquelles l’homme-jaguar prédomine.

## Religion
La religiosité olmèque demeure aujourd'hui encore largement inconnue, et à ce titre, la religion pratiquée par les Olmèques demeure objet de spéculations. La nature et le nombre de divinités olmèques font ainsi l’objet de controverses. Trois courants principaux peuvent être distingués.

### Les partisans d’un panthéon
Avec en tête Michael D. Coe et Peter D. Joralemon, qui, à la suite d’un travail analytique partant de la sculpture connue sous le nom de « Seigneur de Las Limas », identifie dix « divinités » principales au sein de l’univers sacré. Leur nombre est réduit, dans une publication postérieure, à six. Ce panthéon serait régi par une « divinité » transcendante majeure que l’auteur nomme « dragon », composée d’attributs empruntés à d'autres animaux, notamment au caïman, à l’aigle, au jaguar et au serpent.

### Le culte du Jaguar

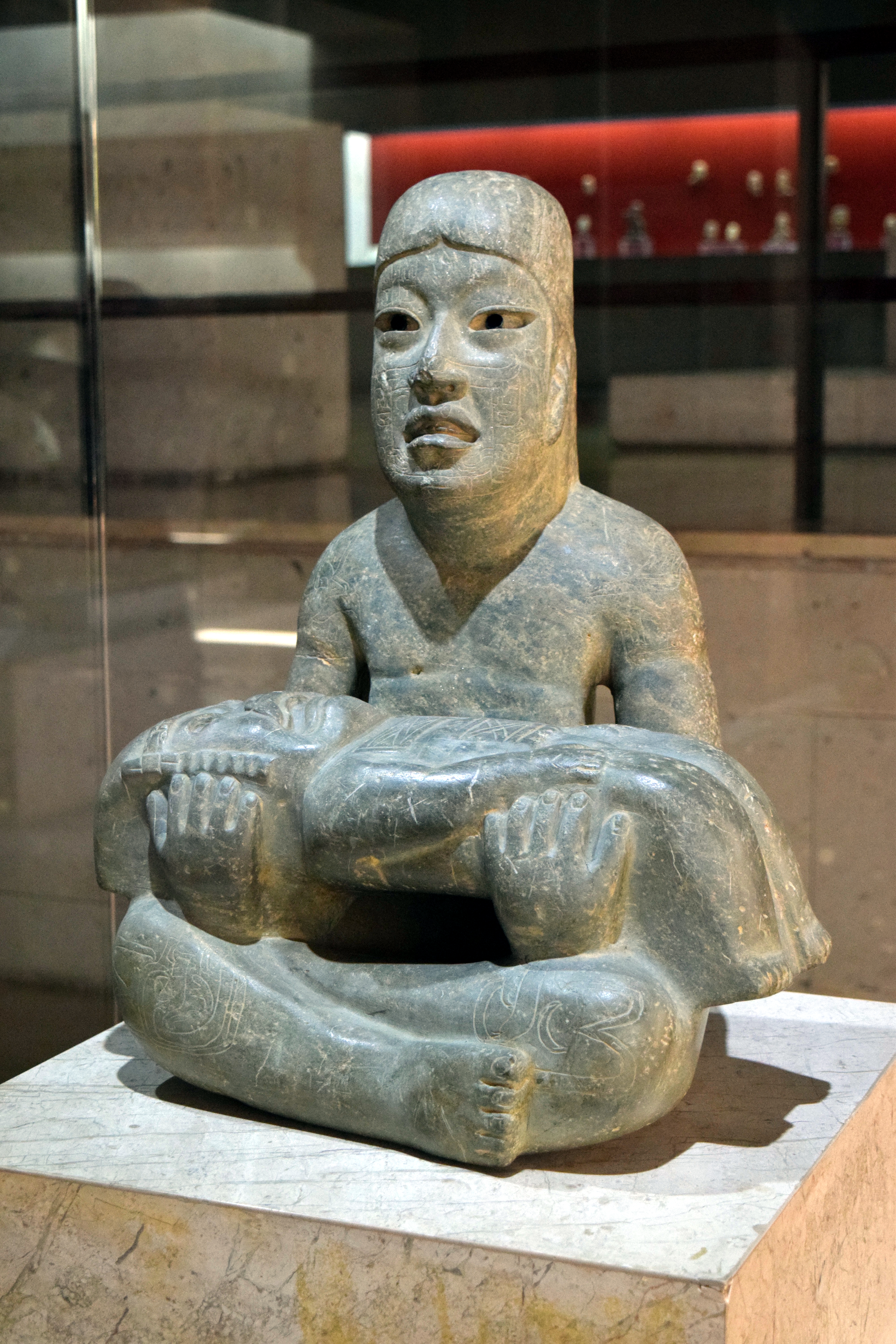
Seigneur de Las Limas (une figure humaine tenant un bébé jaguar)

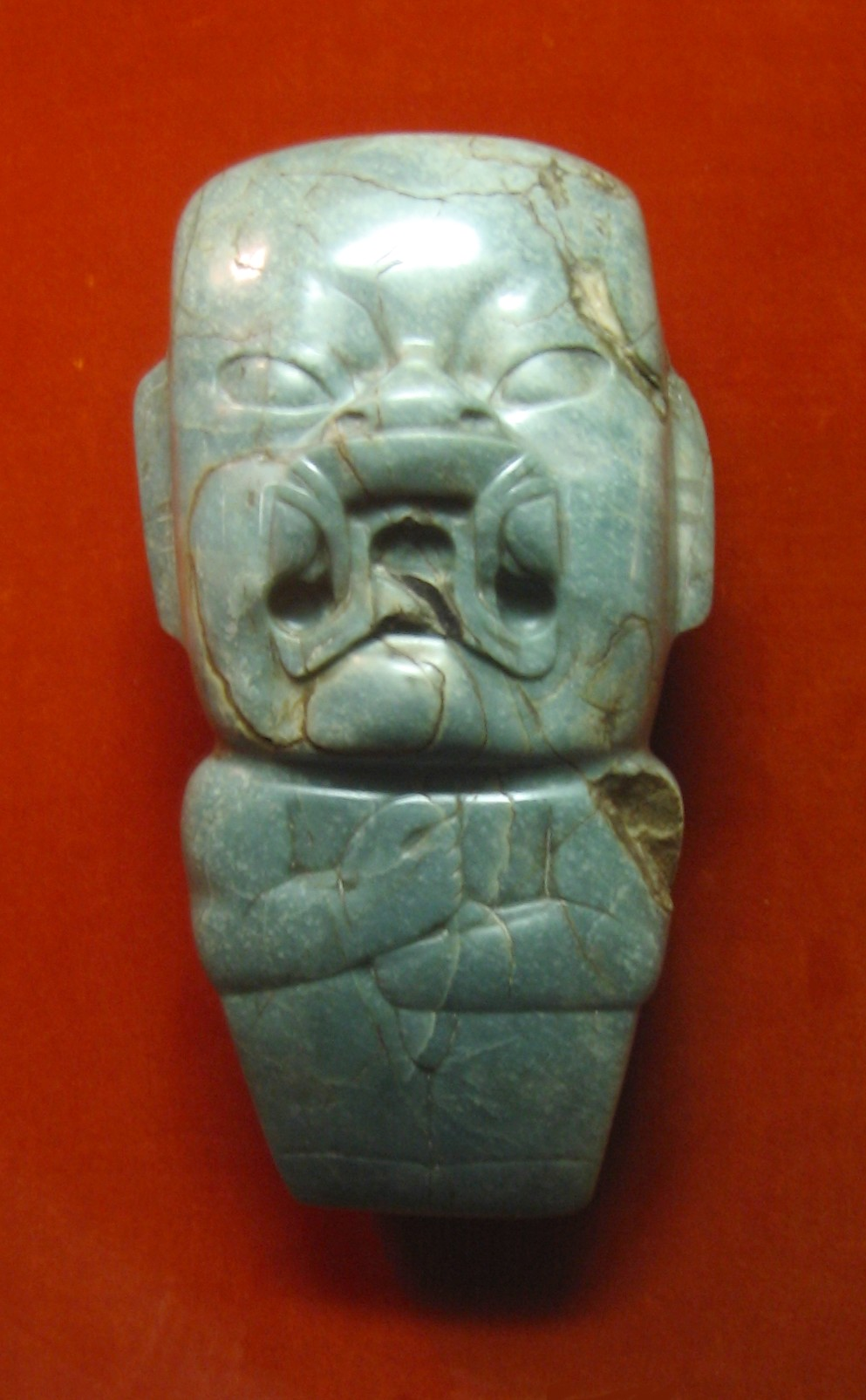
Hache en jade dite « Kunz » à l'effigie du Were-jaguar (ou bébé-jaguar)

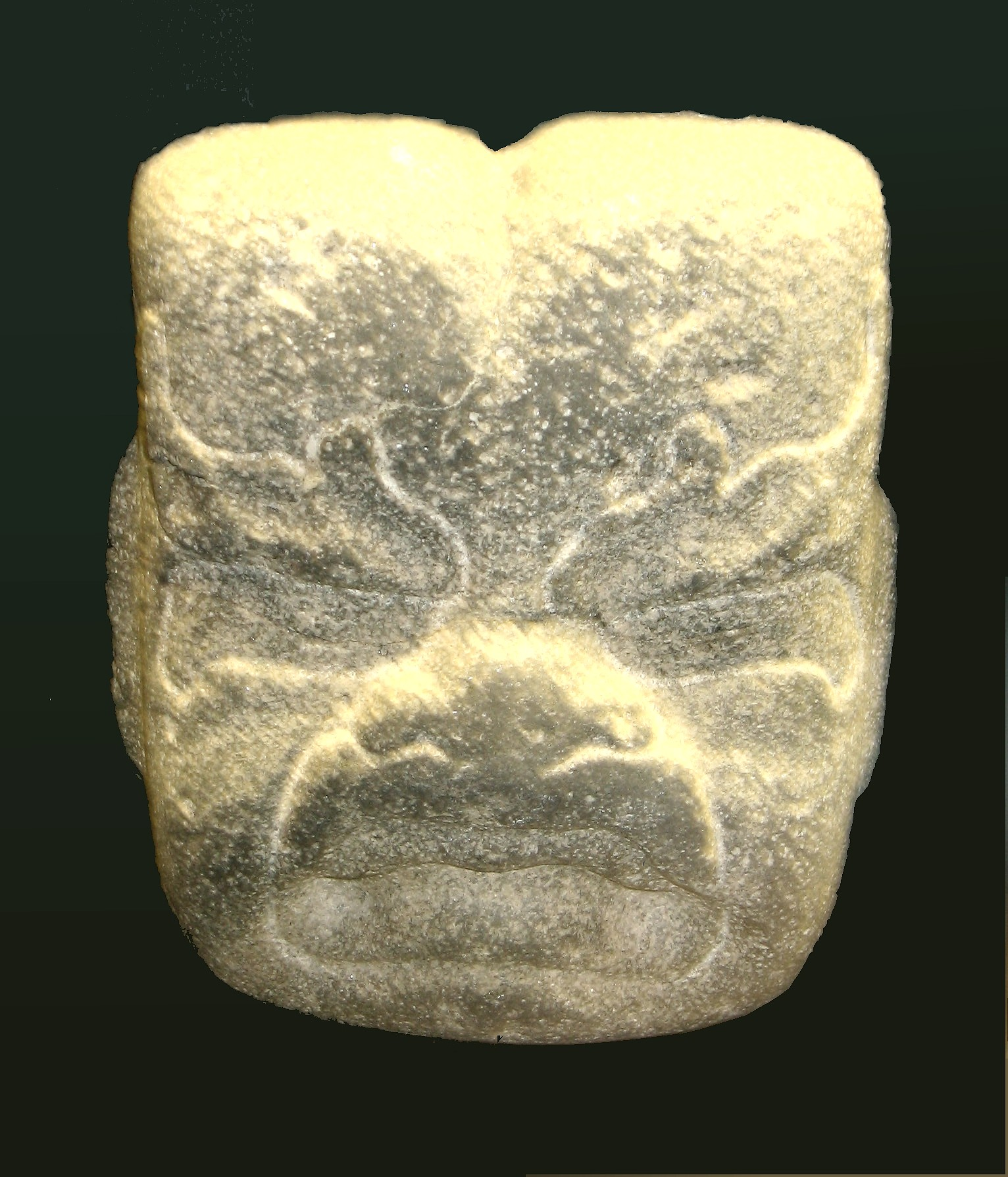
Tête d'un Were-jaguar ; remarquez les sourcils en flammes et les lèvres retroussées.

Un des traits les plus marqués de l'art olmèque est l'omniprésence du jaguar. Il apparaît sous de nombreuses formes, plus ou moins anthropomorphisé ou stylisé, et l'ensemble de ses représentations semble constituer un système iconographique très complexe dont on retrouve de nombreux aspects dans l'iconographie mésoaméricaine des époques ultérieures, jusque chez les Aztèques. Mais ce que l'on sait de ce culte n'en est pas moins très réduit, et l'on ignore s'il s'agit d'un seul culte déployant de nombreuses manifestations et plusieurs niveaux d'interprétation, ou de plusieurs cultes axés sur divers aspects du jaguar.
Premièrement, le jaguar est déjà vraisemblablement associé au monde chtonien, trait qui perdurera dans les autres cultures mésoaméricaines : en effet, l'entrée du monde tellurique est symbolisée par les mâchoires du jaguar hors desquelles poussent quatre plantes ; par ailleurs, sur un certain type de représentation du jaguar, ses sourcils sont formés par une sorte de croix de Saint-André, qui est chez les Mayas comme chez les Nahuas le symbole de la Terre et des quatre points cardinaux. Par ailleurs, les Aztèques vénéreront plus tard un dieu jaguar du nom de Tepeyollotl, « Cœur de Montagne ». Ce lien avec le monde tellurique le rapproche aussi de l'obscurité et de la nuit, et donc du Soleil nocturne, le Soleil qui traverse nuitamment le monde souterrain : cette association est également caractéristique du culte du jaguar dans la Mésoamérique de toutes les époques ultérieures. Elle permet aussi une autre association, entre le jaguar et le feu aussi bien cosmique (du fait de son lien avec le Soleil) que chtonien (celui des volcans). Ce lien est corroboré par la récurrence dans l'iconographie de la torche, qui lui est souvent associée (à Tlacozotitlan par exemple), et des flammes qui forment parfois ses sourcils. De plus, dans certaines de ses représentations, il présente une curieuse fente en V au sommet du crâne et est souvent accroupi : ces deux caractéristiques tendent à le rapprocher du dieu du feu aztèque, Xiuhtecuhtli, qui porte une coiffe pareillement fendue, est souvent accroupi et possède des crocs de jaguar ; par ailleurs, Xiuhtecuhtli est aussi connu sous le nom de Nappatecutli, « le Seigneur des quatre directions », dont le symbole est la croix de Saint-André citée précédemment, ce qui renforce encore la filiation entre le jaguar, le feu et la Terre. Enfin, sa dimension prédatrice et nocturne le rapproche de la mort. Ainsi, le jaguar, du fait de ses liens avec le monde chtonien, le feu, la nuit, le soleil nocturne et la mort s'inscrit dans le système de la Dualité Terre-Ciel, Feu-Eau, Femme-Homme, Nuit-Jour, Neuf-Treize, Jaguar-Aigle, Mort-Vie, qui est un des principes fondamentaux de la pensée nahua et mésoaméricaine en général : ce principe existerait donc déjà à l'époque olmèque et serait aussi vieux que les civilisations mésoaméricaines même.
Deuxièmement, le jaguar est systématiquement représenté avec des commissures aux lèvres, comme un bébé en pleurs. Or le bébé est également un thème récurrent dans l'iconographie olmèque, et on en compte deux types de représentation : un dit « baby-face », où il est pleinement humain, chauve, dodu et asexué, souvent en position assise, et un autre dit des « bébés-jaguars », des hybrides de bébé et de félin, comme celui que tient le fameux Seigneur de Las Limas ; ils ont la lèvre fortement retroussée, une fente en V, et semblent pleurer. Par ailleurs, le jaguar semble aussi lié à la fécondité : certains auteurs, comme Covarrubias, voient dans le jaguar olmèque une préfiguration de Tlaloc, le dieu de la pluie déjà vénéré à Teotihuacan. Cependant, ce lien demeure incertain, car la pluie dans le système de la Dualité est plutôt liée au monde céleste et diurne, et Tlaloc est rarement représenté avec les attributs du jaguar. Toutefois, le culte de Tlaloc était le seul chez les Aztèques (et peut-être chez les Nahua en général) à impliquer des sacrifices de bébés, de sexe indifférent et non sevrés, selon Sahagùn ; et le fait que les bébés pleurent était capital dans l'exécution du sacrifice, car les larmes sont liées à la pluie. En rapprochant ces données de ce que montre l'iconographie olmèque, on peut penser que les bébés constituaient un symbole de fertilité et l'offrande par excellence aux dieux de la pluie et de la fertilité, et que les bébés jaguars symbolisaient l'aspect fertile et aquatique du monde chtonien, que l'on retrouve chez les autres cultures mésoaméricaines. Le jaguar serait donc aussi associé à la fertilité.
Troisièmement, l'homme félin récurrent dans l'art olmèque est peut-être une manifestation du Nahualli (Way en Maya), c'est-à-dire du double animal que possède tout être humain. À l'époque aztèque, le jaguar était un nahualli du plus haut rang, propre à une classe sociale particulière, celle des Guerriers-Jaguars, qui forme l'élite guerrière avec celle des Guerriers-Aigles, ou encore celle des prêtres de Tezcatlipoca, qui possède lui-même les attributs aztèques du jaguar. Il serait donc dès l'époque olmèque également un symbole du pouvoir. Le jaguar revêt donc de nombreux aspects, tous de grande importance ; certains y ont même vu le dieu central du panthéon olmèque. Il en est en tout cas la principale caractéristique. Si ses représentations sont beaucoup moins nombreuses dans les civilisations ultérieures, il n'en garde pas moins sa place primordiale dans la symbolique nahua, maya et mésoaméricaine en général.

### Les «fétiches» anthropomorphes
Selon Caterina Magni, certains auteurs vont jusqu'à réfuter le phénomène de la divinisation. En fait :
« […] ils ne croient pas à l’existence de divinités formalisées. C’est le cas de Pohorilenko qui voit dans l’art olmèque une composition d’éléments nécessitant une lecture, une sorte de communication visuelle à l’aide de signes spécifiques ».
Par conséquent on ne parle plus de divinités, mais de « fétiches » anthropomorphes. Ces derniers :
« […] renferment des esprits, des pouvoirs de la nature. Il s’agirait donc de maîtres invisibles et non pas de dieux ».

### Filmographie
- Plusieurs épisodes de la série Les Mystérieuses Cités d'or mentionnent les olmèques, les décrivant comme des hommes ayant subi des mutations à la suite d'une cryogénisation de plus de 10 000 ans et possédant une technologie avancée. Il sera expliqué plus tardivement dans la saison 4 que les olmèques étaient des descendants de l'Atlantide.